# Orlando Bloom
Orlando Bloom (* 13. ledna 1977, Canterbury, Kent, Anglie) je britský herec. Studoval British American Drama Academy a poté Guidhall school of Music and Drama. Velmi známým se stal svou první velkou filmovou rolí jako Legolas v trilogii Pán prstenů (1999). Tuto roli dostal hned po ukončení herecké školy a vzápětí se jí proslavil. Brzy na to přišel další úspěch, a to v trilogii Piráti z Karibiku (2003) jako Will Turner, kde hrál vedle slavného Johnyho Deppa a Keiry Knightley a následně získal roli prince Parida v historickém velkofilmu Trója s Bradem Pittem. Tyto role ho dostaly mezi hollywoodské hvězdy a na vrchol slávy.
Potom si ještě zahrál roli Buckinghema (Bakinghema) ve filmu tři mušketýři s Luke Evans (Lukem Evansem). V českém znění ho mluví dabér Michal Jagelka. Objevil se i v dalším z filmů podle předlohy J. R. R. Tolkiena režírovaného Peterem Jacksonem – Hobit.

## Osobní život
Mezi lety 2003 až 2006 chodil Bloom s americkou herečkou a modelkou Kate Bosworthovou, pár se ale rozešel. Jeho manželkou se v roce 2010 stala australská modelka Miranda Kerr, s níž se oficiálně rozvedl v roce 2013. Mají spolu syna Flynna (Flynn Christopher Blanchard Copeland Bloom), který se narodil 6. ledna 2011 v Los Angeles. Na začátku března 2016 se s Katy Perry oficiálně přiznali, že jsou partneři. Na jaře 2017 oznámili, že se rozcházejí z důvodů rozdílných názorů na společnou budoucnost, ale v březnu 2018 byli spatření v Praze. Dvojice se zasnoubila v únoru 2019. 5. března 2020 Perry v rámci videoklipu k "Never Worn White" přiznala, že očekává s Bloomem první dítě. Dne 26. srpna 2020 se jim narodila dcera Daisy Dove Bloom.

## Filmografie

### Film
| Rok  | Název                                   | Role                                     | Poznámky               |
| ---- | --------------------------------------- | ---------------------------------------- | ---------------------- |
| 1997 | Oscar Wilde                             | Rentboy                                  |                        |
| 2001 | Černý jestřáb sestřelen                 | Todd Blackburn                           |                        |
| 2001 | Pán prstenů: Společenstvo Prstenu       | Legolas                                  |                        |
| 2002 | Pán prstenů: Dvě věže                   | Legolas                                  |                        |
| 2003 | Pán prstenů: Návrat krále               | Legolas                                  |                        |
| 2003 | Ned Kelly                               | Joseph Byrne                             |                        |
| 2003 | Piráti z Karibiku: Prokletí Černé perly | Will Turner                              |                        |
| 2004 | Calcium Kid                             | Jimmy "The Calcium Kid" Connelly         |                        |
| 2004 | Troja                                   | Paris                                    |                        |
| 2004 | Ztracený ráj                            | Shy                                      | také producent         |
| 2005 | Království nebeské                      | Balian de Ibelin                         |                        |
| 2005 | Elizabethtown                           | Drew Baylor                              |                        |
| 2006 | Láska a jiné pohromy                    | Hollywood Paolo                          | Cameo                  |
| 2006 | The Armenian Genocide                   | Auguste Berneau                          | dokument               |
| 2006 | Piráti z Karibiku: Truhla mrtvého muže  | Will Turner                              |                        |
| 2007 | Piráti z Karibiku: Na konci světa       | Will Turner                              |                        |
| 2007 | Everest: A Climb for Peace              | Vypravěč                                 | dokument               |
| 2009 | New Yorku, miluji Tě!                   | David Cooler                             |                        |
| 2010 | Mocná síla soucitu                      | The Stain                                |                        |
| 2010 | Hlavní třída                            | Harris Parker                            |                        |
| 2011 | Dobrý doktor                            | Dr. Martin E. Blake                      | také výkonný producent |
| 2011 | Fight for Your Right Revisited          | Johnny Ryall                             | krátkometrážní film    |
| 2011 | Tři mušketýři                           | George Villiers, 1. vévoda z Buckinghamu |                        |
| 2011 | Piráti z Karibiku: Na vlnách podivna    | Will Turner                              |                        |
| 2013 | Zulu                                    | Brian Epken                              |                        |
| 2013 | Bling Ring: Jako VIPky                  | Sám sebe                                 | archivní záběr         |
| 2013 | Romeo a Julie                           | Romeo                                    | divadelní záběr        |
| 2013 | Hobit: Šmakova dračí poušť              | Legolas                                  |                        |
| 2014 | Hobit: Bitva pěti armád                 | Legolas                                  |                        |
| 2015 | Hledači ohně                            | Ben                                      |                        |
| 2017 | V utajení                               | Jack Alcott                              |                        |
| 2017 | Piráti z Karibiku: Salazarova pomsta    | Will Turner                              | Cameo                  |
| 2017 | Romans                                  | Malky                                    |                        |
| 2017 | Ťi č' čuej ťi                           | Danny Stratton                           |                        |
| 2019 | Základna                                | Benjamin D. Keating                      |                        |
| 2021 | Jehla v kupce času                      | Tommy Hambleton                          |                        |
| 2023 | Gran Turismo                            | Danny Moore                              |                        |
| 2024 | Pravá ruka pomsty                       | Cash                                     |                        |

### Televize
| Rok       | Název              | Role                | Poznámky                            |
| --------- | ------------------ | ------------------- | ----------------------------------- |
| 1994–96   | Casualty           | Noel Harrison       | 3 díly                              |
| 2000      | Vraždy v Midsomeru | Peter Drinkwater    | díl: „Soudný den“                   |
| 2006      | Komparz            | Sám sebe            | díl: „Orlando Bloom“                |
| 2011      | LA Phil Live       | Romeo               | díl: „Dudamel Conducts Tchaikovsky“ |
| 2016      | Easy               | Tom                 | díl: „Utopia“                       |
| 2017      | Tour de doping     | Juju Peppi          | TV film                             |
| 2019–2023 | Carnival Row       | Rycroft Philostrate | hlavní role, také výkonný producent |

### Videohry
| Rok  | Název                                | Role        |
| ---- | ------------------------------------ | ----------- |
| 2002 | Pán prstenů: Dvě věže                | Legolas     |
| 2003 | Pán prstenů: Návrat krále            | Legolas     |
| 2004 | The Lord of the Rings: The Third Age | Legolas     |
| 2012 | Lego The Lord of the Rings           | Legolas     |
| 2014 | Lego The Hobbit                      | Legolas     |
| 2015 | Lego Dimensions                      | Legolas     |
| 2016 | Disney Magic Kingdoms                | Will Turner |